# Sabulodes lachaumei
Sabulodes lachaumei là một loài bướm đêm trong họ Geometridae.